# Saint-Germain-lès-Corbeil
Saint-Germain-lès-Corbeil  [sɛ̃ ʒɛʁmɛ̃ lɛ kɔʁbɛj] je francouzské město v departementu Essonne v regionu Île-de-France. Je chef-lieu kantonu Saint-Germain-lès-Corbeil. V obci se nachází kostel svatého Germana z Paříže.

## Poloha
Město Saint-Germain-lès-Corbeil se nachází asi 28 km jihovýchodně od Paříže. Obklopují ho obce Tigery na severu a na severovýchodě, Saint-Pierre-du-Perray od východu na jih, Corbeil-Essonnes na jihozápadě a na západě a Étiolles na severozápadě.

## Vývoj počtu obyvatel
Počet obyvatel

## Partnerská města
- Rosbach vor der Höhe, Německo
- Wroughton, Spojené království